# 58-as főút
58-as főút (ötvennyolcas főút, ungarisch für ‚Hauptstraße 58‘) ist eine ungarische Hauptstraße. Sie zweigt in Pécs (deutsch: Fünfkirchen) von der ungarischen 6-os főút ab, kreuzt am Südrand dieser Stadt den von Mohács kommenden 57-es főút und führt geradewegs nach Süden über Szalánta und Harkány, das westlich umgangen wird, zur im Fluss Drau (Dráva) verlaufenden ungarisch-kroatischen Grenze, die sie südlich von Drávaszabolcs erreicht. Hier geht sie in die kroatische Državna cesta D53 über, die nach 4 km Donji Miholjac erreicht. Ihre Gesamtlänge beträgt 33 Kilometer.